# Torre do Terrenho
Torre do Terrenho ist ein Ort und eine ehemalige Gemeinde (Freguesia) im portugiesischen Kreis Trancoso. Die Gemeinde hatte 157 Einwohner (Stand 30. Juni 2011).
Am 29. September 2013 wurden die Gemeinden Torre do Terrenho, Sebadelhe da Serra und Terrenho zur neuen Gemeinde União das Freguesias de Torre do Terrenho, Sebadelhe da Serra e Terrenho zusammengeschlossen. Torre do Terrenho ist Sitz dieser neu gebildeten Gemeinde.